# Adelita (mineral)
La adelita es un raro mineral de la clase de los arseniatos. Químicamente es un arseniato hidroxilado de calcio y magnesio; tiene la misma estructura molecular que la gottlobita, pero sin vanadio de ésta, formando con este mineral una serie de solución sólida según la cantidad de vanadio.
Fue descubierto en 1891, Su nombre procede del griego adelos que significa "oscuro", en referencia a su escasa transparencia.

## Formación y yacimientos
Suele estar asociado a otros minerales raros como: Chondrarsenita, Hedyphanita, Fredrikssonita, Braunita o Arsenoclasita.
Se ha encontrado bastante en un yacimiento de cinc en un estrato metamorfizado de Nueva Jersey (EE. UU.).
Las localizaciones donde se puede encontrar son: Sajonia y Turingia (Alemania), Värmland (Suecia), Nueva Jersey y Utah (EE. UU.).